# روژه‌ریو پینه‌یرو
روژه‌ریو پینه‌یرو دوس سانتوس (به پرتغالی: Rogério Pinheiro dos Santos) مدافع اهل برزیل است که در شهر Angra dos Reis، ایالت ریو د ژانیرو  و در تاریخ ۲۱ آوریل ۱۹۷۲ به دنیا آمده‌است.
روژه‌ریو پینه‌یرو در تیم‌های فوتبال Botafogo FR سابقهٔ حضور دارد.